# Коричневий колір
Кори́чневий, бруна́тний — неспектральний колір, що не входить до основної палітри. Утворюється при змішуванні зеленого і червоного барвників або пігментів, а також помаранчевого з сірим або синім, жовтого і пурпурового.

## Таблиця
| Колір                 | Зображення |
| --------------------- | ---------- |
| Чорний колір          |            |
| Сірий колір           |            |
| Сріблястий колір      |            |
| Білий колір           |            |
| Золотавий колір       |            |
| Каштановий колір      |            |
| Коричневий колір      |            |
| Бурий колір           |            |
| Шамуа                 |            |
| Оливковий колір       |            |
| Трав'яний колір       |            |
| Аква                  |            |
| Аквамарин             |            |
| Бірюзовий колір       |            |
| Рожевий колір         |            |
| Малиновий колір       |            |
| Пурпуровий колір      |            |
| Бордовий колір        |            |
| Вишневий колір        |            |
| Шоколадний колір      |            |
| Колір слонової кістки |            |
| Хакі                  |            |
| Беж                   |            |

## Відтінки коричневого
- Шамуа
- Беж
- Бурий колір

### Художніпігменти
- Брунатна земля ухоломська
- Умбра
- Сиенна
- Бістр

## Коричневий колір в історії, культурі,етнографії
- «Коричнева чума» — неофіційна назва націонал-соціалістичного руху в Німеччині, походить від кольору сорочок штурмовиків.